# ديبي كيلر
ديبي كيلر (بالإنجليزية: Debbie Keller)‏ (24 مارس 1975 في الولايات المتحدة - ) هي لاعبة كرة قدم أمريكية في مركز الهجوم. شاركت مع منتخب الولايات المتحدة لكرة القدم للسيدات. أما مع النوادي، فقد لعبت مع Fortuna Hjørring ‏.

## وصلات خارجية
- ديبي كيلر على موقع الاتحاد الدولي (مؤرشف)  (الإنجليزية)